# PGC 2448354
LEDA/PGC 2448354 ist eine linsenförmige Galaxie vom Hubble-Typ S0 im Sternbild Großer Bär am Nordsternhimmel. Sie ist schätzungsweise 511 Millionen Lichtjahre von der Milchstraße entfernt. 